# Pont de Molins
Pont de Molins és un municipi de la comarca de l'Alt Empordà.

## Geografia
- Llista de topònims de Pont de Molins (Orografia: muntanyes, serres, collades, indrets..; hidrografia: rius, fonts...; edificis: cases, masies, esglésies, etc).

Se situa a la vall mitjana del riu Muga. El municipi limita amb el de Biure pel nord, amb el de Cabanes per l'est, amb el de Llers pel sud i amb el de Boadella i les Escaules per l'oest.

## Història
Joaquim Botet i Sisó descriu la troballa d'un petit tresoret de monedes emporitanes trobades a Pont de Molins, sense citar on va ser la descoberta. És segur és que anteriorment ja existia a Pont de Molins una vila romana d'origen republicà. El pas de la Via Augusta al terme de Cabanes (palanca de les mules, al riu La Muga), era inviable en temps de pluges a causa de les inundacions -el pas alternatiu transcorria pel monestir del Roure i el nucli de Molins- va propiciar el desenvolupament dels primitius nuclis de població, però també va ser una de les causes dels constants passos pel terme, tant d'exèrcits invasors com de retirades d'exèrcits vençuts. L'antic tram de la Via Augusta va esdevenir, en època medieval, en el camí de calçada, de gran importància en l'edat mitjana i línia fronterera entre els comtats de Besalú i d'Empúries-Peralada. Al municipi de Molins se l'esmenta en documents del segle X com a possessió de Sant Pere de Rodes.
Fins al S. XVIII, l'actual territori municipal i la parròquia formava part de Llers. En aquell moment se'n va segregar la parròquia, i al segle xix va ser el propi municipi que se'n va segregar. El territori actual correspon a la unió dels termes del Castell de Molins i del Castell de Montmarí. El Castell de Molins i el Castell de Montmarí eren dos dels dotze castells del terme o rodalia del castell de Llers. Així mateix, van formar part de les defenses de la frontera del comtat de Besalú enfront del d'Empúries.

### Batalla del Roure
En la Guerra Gran, la batalla del Roure va ser lliurada del 17 al 20 de novembre del 1794, i va donar la victòria francesa al general Jacques François Dugommier, que va morir en la batalla contra l'exèrcit espanyol de Luis Firmin de Carvajal, comte de La Unión, i va ser substituït per Catherine-Dominique de Pérignon. El comte de La Unión també va morir en la batalla.

## Fills il·lustres
- Antoni Cassi Bassach (1892-1960), compositor de sardanes i músic.

## Demografia
Donat que Pont de Molins va formar part del municipi de Llers fins al segle xix, no hi ha dades demogràfiques disponibles. La xifra de 584 habitants de l'any 1860 és la més alta registrada en la història del municipi. D'aquesta data ençà, la població ha anat davallant contínuament. Tot i això, els últims anys s'observa un lleuger increment de la població.
| 1497 f | 1515 f | 1553 f | 1717 | 1787 | 1857 | 1877 | 1887 | 1900 | 1910 |
| ------ | ------ | ------ | ---- | ---- | ---- | ---- | ---- | ---- | ---- |
| 14     | -      | -      | -    | -    | 589  | 567  | 475  | 496  | 528  |

| 1920 | 1930 | 1940 | 1950 | 1960 | 1970 | 1981 | 1990 | 1992 | 1994 |
| ---- | ---- | ---- | ---- | ---- | ---- | ---- | ---- | ---- | ---- |
| 530  | 471  | 438  | 424  | 439  | 358  | 353  | 365  | 260  | 260  |

| 1996 | 1998 | 2000 | 2002 | 2004 | 2006 | 2008 | 2010 | 2012 | 2014 |
| ---- | ---- | ---- | ---- | ---- | ---- | ---- | ---- | ---- | ---- |
| 432  | 450  | 430  | 446  | 450  | 419  | 490  | 498  | 538  | 529  |

| 2016 | 2018 | 2020 | 2022 | 2024 | 2026 | 2028 | 2030 | 2032 | 2034 |
| ---- | ---- | ---- | ---- | ---- | ---- | ---- | ---- | ---- | ---- |
| 517  | 530  | 516  | 542  | 576  | -    | -    | -    | -    | -    |

## Serveis

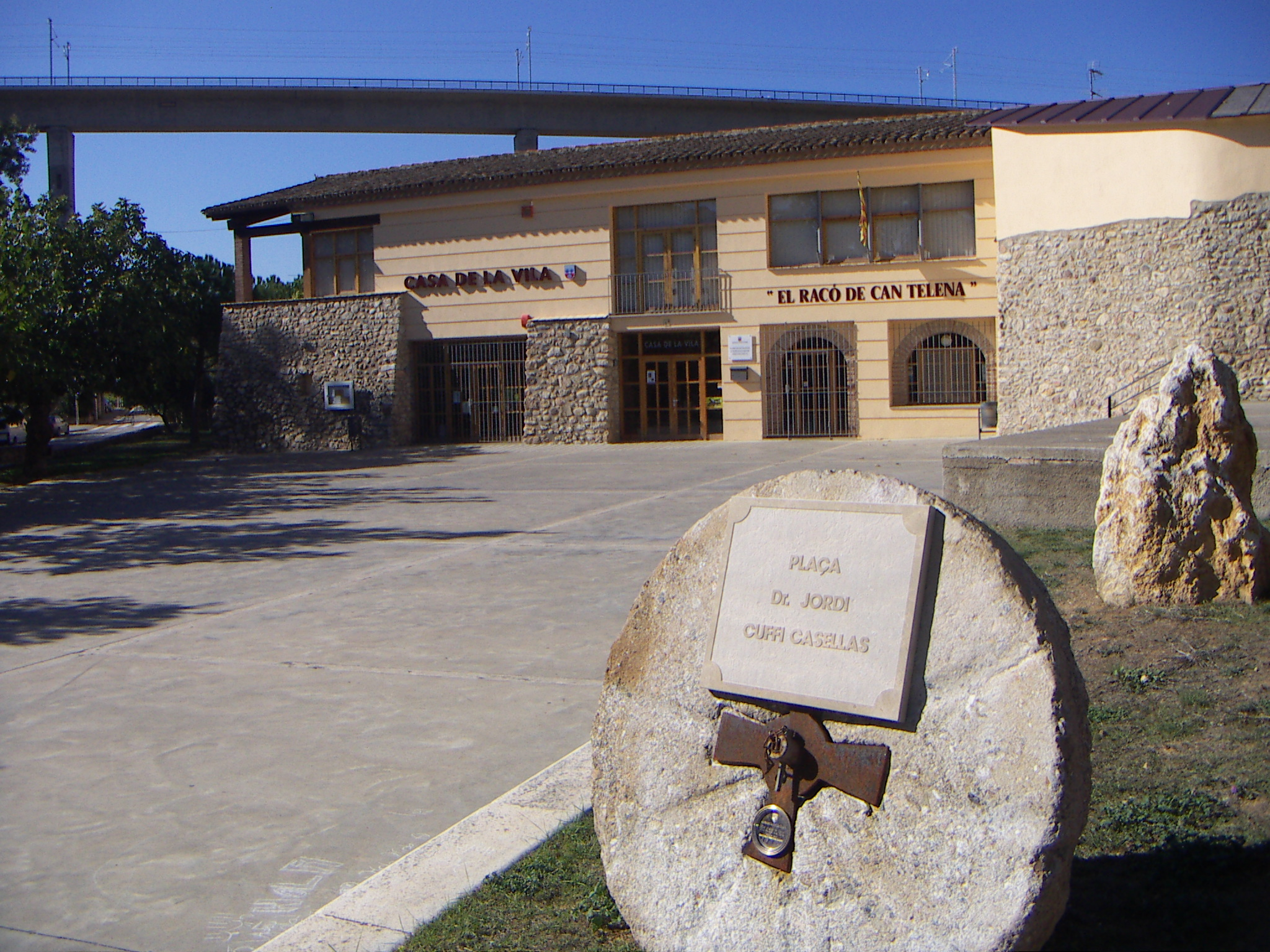
Ajuntament, dispensari i local social i de joves

- Escola municipal CEIP Tramuntana que pertany a la ZER Empordà.
- Consultori del partit mèdic del CAP de la Jonquera.
- Despatx de Farmaciola de la farmàcia de Cabanes.
- Dues parades de la línia d'autobús de Figueres a la Jonquera.
- Ona Empordà Ràdio Pont de Molins. Emissora que emet per internet les 24 hores amb programació variada.

## Patrimoni històric i natural
Des de 2012 el municipi gaudeix del Camí Natural de la Muga, que recorre el marge d'aquest riu des de la seva desembocadura a Castelló d'Empúries fins a Sant Llorenç de la Muga. Al llarg del camí es poden observar els diversos edificis industrials obsolets, forns de calç, molins, i també es pot accedir a les poques restes del Castell de Montmarí i del Castell de Molins. Igualment el pot travessar el riu i visitar el nucli de Molins de Dalt.
Els principals atractius del patrimoni històric són la Canònica de Santa Maria del Roure, l'església de Sant Sebastià de Molins, el Pont Vell, i els diferents molins.

## Fauna i Flora
Fauna:
- Llúdria
- Esplugabous

Flora:
- Marxant fi Amaranthus hybridus
- Canya  Arundo donax
- Bofónia perenne Bufonia perennis

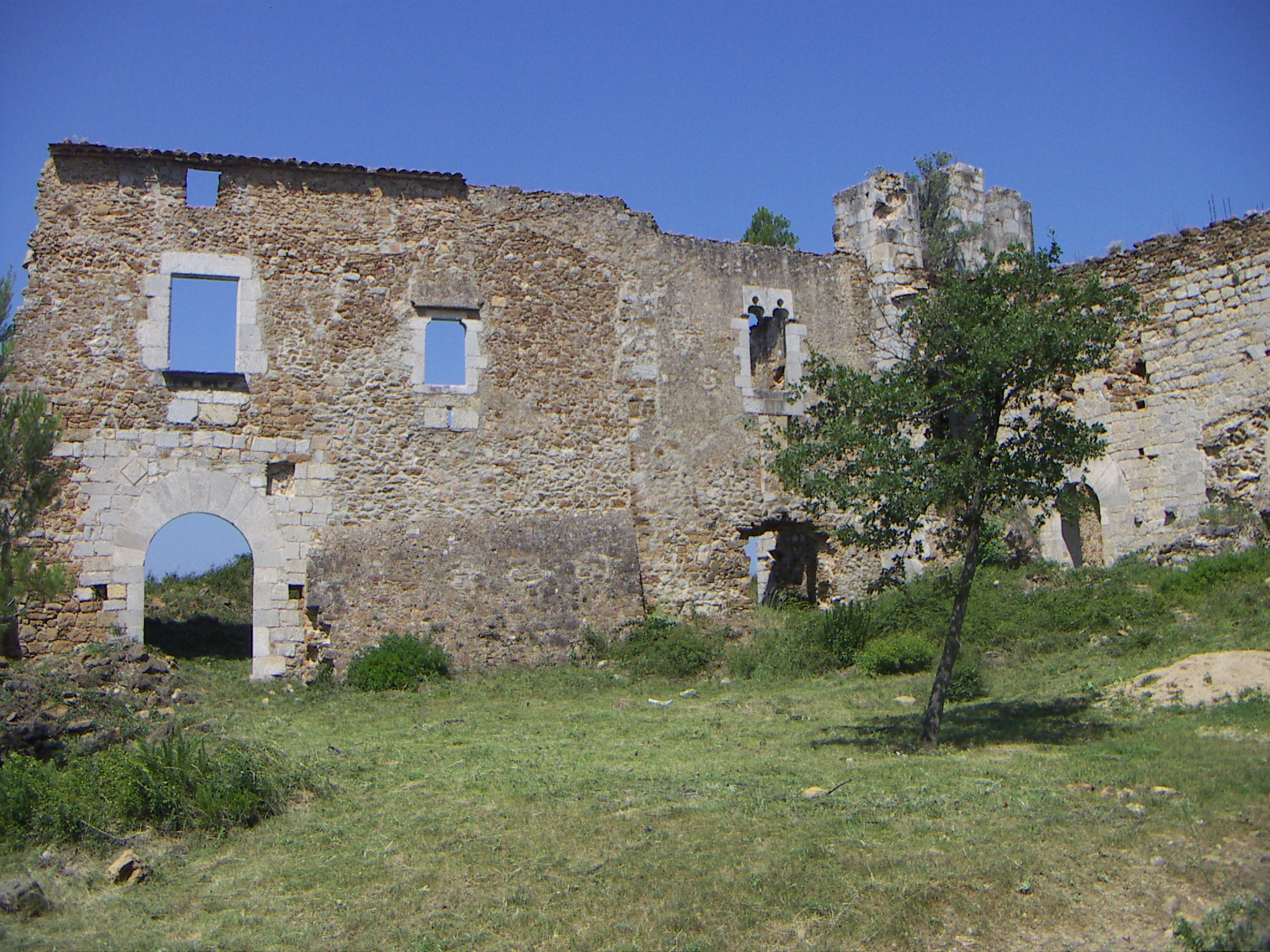
Mare de Déu del Roure

- Curraià de flor blanca Cephalanthera longifolia
- Cyperus fuscus
- Clavell de bosc Dianthus seguieri var. requienii
- Clavell del pastor Dianthus seguieri
- Cua de cavall ramosa (Equisetum ramosissimum)
- Lletrera de séquia Euphorbia esula var. saratoi
- Euphorbia hirsuta
- Llinet estricte Linum strictum
- Melgó bord Medicago suffruticosa
- Myosotis arvensis
- Myosotis discolor
- Myosotis stricta
- Abellera becada Ophrys scolopax
- Abellera aranyosa Ophrys sphegodes
- Rumex intermedius
- Poliol de bosc Satureja nepeta
- Sideritis endressii
- Melandri blanc Silene latifolia
- Solanum bonariense
- Cua de rata Sporobolus indicus
- Ortiga Urtica membranacea
- Viola boscana Viola alba

## Govern municipal
Resum Eleccions Municipals a Pont de Molins
| Candidatures | Candidatures                               | Reg. 2007 | % Vot 2007 | Cons. 2007 | Reg. 2003 | % Vot 2003 | Cons. 2003 |
| ------------ | ------------------------------------------ | --------- | ---------- | ---------- | --------- | ---------- | ---------- |
|              | Partit dels Socialistes de Catalunya (PSC) | 3         | 41.71      | 146        | 4         | 52,1       | 149        |
|              | Convergència i Unió (CiU)                  | 3         | 33,43      | 117        | 3         | 46,5       | 133        |
|              | Esquerra Republicana de Catalunya (ERC)    | 1         | 21,43      | 75         |           |            | -          |
|              | Partit Popular de Catalunya (PPC)          | -         | 1,71       | 6          |           |            | -          |